# Lymantria leucerythra
Lymantria leucerythra este o specie de molii din genul Lymantria, familia Lymantriidae, descrisă de Collenette 1930 Conform Catalogue of Life specia Lymantria leucerythra nu are subspecii cunoscute.